# Sasvári Lajos
Sasvári Lajos (Budapest, 1944. szeptember 29.) Balázs Béla-díjas magyar operatőr.

## Életpályája
1958–1962 között a fővárosi Arany János Gimnáziumban tanult. 1962–1964 között üvegtechnikus szakvizsgát tett. 1964-ben elvégezte a Magyar Televízió segédoperatőri tanfolyamát. 1965-ben a Magyar Televízió kellékeseként kezdett dolgozni. 1966–1968 között a Színház- és Filmművészeti Főiskola Tanulmányi Titkárságának munkatársa volt. 1968 óta Magyar Televízió külsős operatőre, 1970-től állandó munkatársa. 1980 óta önálló operatőr. 1980 és 1981 között a Mafilm fotós szaktanfolyamán tanult. 1989–2007 között a Magyar Televízió operatőre volt. 1990-től Horváth Tündével a művészeti főosztályon dolgozott, mint szerkesztő-rendező. 2007-ben nyugdíjba vonult.

## Filmjei

### Operatőként
- Magyar tájak (1976)
- Neveléslélektani továbbképzés (1977)
- Félreértett és elhanyagolt gyerekek (1977)
- Megtörtént bűnügyek (1978)
- Mentsük meg Bundert Boglárkától (1984)
- A láperdő szelleme (1984)
- Írisz (1986)
- A világ legrosszabb gyereke (1987)
- Tűrhető Lajos (1988)
- Öcsi, a sztár (1988)
- Szereposztás (1991)
- Végzetes esztendők (1994)
- Római szonáta (1996)
- Gyarmati Dezső (1997)
- Örökmozgó lettem - P. Mobil sztori (2001)
- Neurock (2001)
- A Németh Gábor project koncertje (2006)
- Kalef - A Moszkva téri galeri (2007)
- Tanár úr, kérem! (2008)
- A szellem filozófusa - Fülep Lajos (2010)

### Színészként
- Ünnepnapok (1967)
- Alma Mater (1965)

## Díjai
- az amatőrfilm-fesztivál nagydíja (1966, 1967)
- Kőszegi Gyermekfilm Fesztivál különdíj (1981) A világ legrosszabb gyereke
- Balázs Béla-díj (2023)